# 샬롯트 그레이
《샬롯트 그레이》(Charlotte Gray)는 오스트레일리아에서 제작된 질리언 암스트롱 감독의 2001년 영화이다. 시배스천 폭스의 소설 샬롯트 그레이를 각색한 것이다. 제2차 세계 대전 중의 비시 프랑스를 배경으로 하고 있다. 케이트 블란쳇 등이 주연으로 출연하였고 더글러스 래 등이 제작에 참여하였다.

## 출연

### 주연
- 케이트 블란쳇
- 빌리 크루덥
- 마이클 갬본

### 조연
- 존 벤필드
- 론 쿡
- 볼프 칼러
- 앤턴 레서
- 헬렌 맥크로리
- 루퍼트 펜리 존스
- 존 퍼킨스
- 에릭 레드맨
- 잭 셰퍼드

## 기타
- 공동제작: 캐서린 커
- 공동제작: 엘리너 데이
- 미술: 조셉 베넷
- 의상: 잔티 예이츠